# Hugo Raimund von Lamberg
Hugo Raimund von Lamberg (27. srpna 1833 Zámek Feistritz u Ilzu – 19. dubna 1884 Salcburk-Aigen) byl rakouský politik, v 2. polovině 19. století poslanec Říšské rady a zemský hejtman Salcburska.

## Biografie
Pocházel ze starého šlechtického rodu. Jeho bratr Carl Lamberg byl rovněž politikem. Hugo sloužil v roce 1859 v rakouské armádě při tažení v Itálii, v roce 1864 v dánsko-německé válce a v roce 1866 během prusko-rakouské války.
Následně se zapojil do politiky. Byl zvolen na Štýrský zemský sněm. Roku 1868 se přestěhoval do Salcburku. Zde byl prezidentem zemědělské společnosti, uměleckého spolku a zemské banky. Zakládal zdejší pobočku turistického spolku Österreichischer Touristenklub a byl jejím předsedou. V roce 1871 byl zvolen na Salcburský zemský sněm a roku 1872 se stal zemským hejtmanem (předsedou sněmu a nejvyšším představitelem zemské samosprávy) v korunní zemi Salcbursko. Zemský sněm ho roku 1871 delegoval i do Říšské rady (celostátní parlament, volený nepřímo zemskými sněmy) za velkostatkářskou kurii v Salcbursku.
Roku 1880 se stáhl z politiky a věnoval se studiu místních nářečí.
Od roku 1862 byla jeho manželkou spisovatelka Maria Bertha zu Stolberg-Stolberg.